# Sertularella zenkevitchi
Sertularella zenkevitchi is een hydroïdpoliep uit de familie Sertulariidae. De poliep komt uit het geslacht Sertularella. Sertularella zenkevitchi werd in 1960 voor het eerst wetenschappelijk beschreven door Naumov. 